# Noc Halloween
Noc Halloween (ang. Halloween Night) – amerykański film fabularny (horror) z roku 2006, wyreżyserowany przez Marka Atkinsa. Jest to mockbuster Halloween w reżyserii Roba Zombie.

## Obsada
- Derek Osedach – David Baxter
- Rebekah Kochan – Shannon
- Erica Roby – Angela